# 地筍
地筍（学名：Lycopus lucidus）为唇形科地筍屬下的一个种。根状茎横向走，较肥大。花期、果期在8-10月。地笋主要生长在河塘边等潮湿的地方。全草入药，可作为妇科药，可以通经利尿。

## 扩展阅读
- 維基物種上的相關：地筍

## 外部連結
- 地筍 （页面存档备份，存于） 藥用植物圖像數據庫 (香港浸會大學中醫藥學院) （中文）（英文）
- 澤蘭 中藥材圖像數據庫  (香港浸會大學中醫藥學院) （中文）（英文）
- 澤蘭 Ze Lan（页面存档备份，存于） 中藥標本數據庫 (香港浸會大學中醫藥學院) （繁體中文）（英文）